# Dyre Vaa
Dyre Vaa (* 19. Januar 1903 in Kviteseid, Provinz Telemark; † 11. Mai 1980 in Rauland, Telemark) war ein norwegischer Bildhauer, Maler und Zeichner.

Holberg-Gruppe vor dem Nationaltheater in Oslo

## Leben und Werk
Dyre Vaa wuchs als jüngstes von fünf Kindern auf einem wohlhabenden Hof in Kviteseid in der Telemark auf. Seiner Familie gehörten neben dem Hof auch umfassende Waldgebiete und eine Spinnerei. Er war Bruder der norwegischen Lyrikerin Aslaug Vaa und ein Cousin zweiten Grades des Schriftstellers Tarjei Vesaas und des Komponisten Eivind Groven. 1917 gab Vaas Vater den Hof auf und zog mit seiner Familie nach Oslo. 1927 heiratete er Thora Lange Bojer, Tochter des Schriftstellers Johan Bojer, mit der er sechs Kinder hatte und die sowohl Vaas Ratgeberin, Modell und Kritikerin war. Nach einigen Jahren in Oslo zog die Familie 1935 nach Rauland in der Telemark.
Vaa studierte an der Staatlichen Handwerks- und Kunstindustrieschule und an der Kunstakademie in Oslo. Seinen ersten Erfolg hatte er bereits als 20-Jähriger, als die Nasjonalgalleriet (Nationalgalerie) auf der jährlich stattfindenden Herbstausstellung in Oslo einige Skulpturen von ihm erwarb.
Zu seinen bekanntesten Arbeiten zählen:
- die Holberg-Gruppe vor dem Nationaltheatret (Nationaltheater) in Oslo
- die Skulpturenserie „Der Mensch begegnet der Natur“ auf der Ankerbrua (Ankerbrücke) in Oslo
- die in Bronze ausgeführte Reiterstatue des norwegischen Königs Olav II. Haraldsson in Stiklestad
- der Schwanenbrunnen im Hof des Rathauses in Oslo sowie
- das Seemannsdenkmal in Bergen
- das Asserson-Denkmal in Bergen

Insgesamt hat Dyre Vaa etwa 250 Skulpturen und Büsten, knapp 1200 Gemälde, 31 Lithographien und eine Kaltnadelradierung hinterlassen. In seinem Testament vermachte er die Gipsmodelle zahlreicher Arbeiten der Kommune Vinje in Telemark, die in Rauland ein eigenes Museum für ihn einrichtete.